# Daneborg
Daneborg eller Daneborg Station er det fungerende hovedkvarter for Slædepatruljen Sirius, der står for den danske suverænitetshåndshævelse i Grønlands Nationalpark, verdens største nationalpark. 
Stationen er beliggende nord for Polarcirklen på halvøen Wollaston Foreland ved mundingen af Young Sund der munder ud i Grønlandshavet. Stedet er så nordligt at stjernen Sirius (efter hvilken slædepatruljen er opkaldt) aldrig kan ses derfra.
Året rundt er Daneborg station som minimum bemandet af 12 personer. Sammen med Danmarkshavn (permanent bemanding: 8), Station Nord (permanent bemanding: 5) og Mestersvig (permanent Bemanding: 2) er den således en af de kun fire permanent bemandede stationer i Grønlands Nationalpark.

## Historie
Slædepatruljens tidligere hovedkvarter, Eskimonæs, 27 km sydvest for det senere Daneborg ved Dødemandsbugten på sydkysten af Clavering ø, som også havde været stedet for den sidste inuit-beboelse i Nordøstgrønland (1823) blev ødelagt af tyske angribere under 2. verdenskrig d. 13. marts 1943.
Stationen beliggende i det nuværende Daneborg var oprindelig grundlagt i sommeren 1944, under 2. verdenskrig, under kommando af Kaptajn Strong fra US Coast Guards kutter: Storis nær fangsstationen Sandodden, som en Amerikansk vejrstation, og bemandet af seks mand fra "the 8th Weather Squadron Detachment".
Ved slutningen af krigen, blev stationen overtaget af den Nordøstgrønlandske slædepatrulje som deres nye regionale hovedkvarter og blev navngivet Daneborg. En del af stationen blev bygget af materialer efterladt ved den tyske krigstids station Lille Koldeway længere mod nord, som var blevet oprettet af Operation Edelweiß II.